# Баньи, Сальваторе
Сальваторе Баньи (итал. Salvatore Bagni, 24 сентября 1956, Корреджо) — итальянский футболист, игрок сборной Италии. Участник чемпионата мира 1986.
После окончания карьеры работал комментатором, сначала на канале Фининвест, затем на Стрим ТВ, а потом на Sky Italia. Сейчас комментирует матчи национально чемпионата и еврокубков на канале Раи.

## Клубная карьера
Баньи начал свою карьеру в Серии D клуба «Карпи» (1975—1977), а затем играл в Серии А, в клубе «Перуджа» (1977—1981), прежде чем перейти в итальянский гранд — Интернационале (1981-1984), где он выиграл Кубок Италии в 1982 году.

## Достижения
- Чемпион Италии: 1987
- Обладатель Кубка Италии: 1982, 1987